# Santaliestra y San Quílez
Santaliestra y San Quílez – gmina w Hiszpanii, w prowincji Huesca, w Aragonii, o powierzchni 23,34 km². W 2011 roku gmina liczyła 94 mieszkańców.